# Susan Martin-Márquez
Susan Martin-Márquez (1963) es una autora y profesora de Estados Unidos.
Ha escrito obras como Feminist Discourse and Spanish Cinema: Sight Unseen (Oxford University Press, 1999), en el que aborda la mujer en el cine español entre la década de 1930 y la de 1990; o  Disorientations: Spanish Colonialism in Africa and the Performance of Identity  (Yale University Press, 2008), en la que aborda la construcción de la identidad nacional española y su relación con las antiguas colonias en África y la inmigración proveniente de este continente; entre otras.